# Ustupy Bodnarskogo
Ustupy Bodnarskogo (englische Transkription von russisch Уступы Боднарского Ustupy Bodnarskowo) ist ein Gebirgskamm in der antarktischen Ross Dependency.
Russische Wissenschaftler benannten ihn. Der weitere Benennungshintergrund ist nicht hinterlegt.